# پی.ان. پاتی
پی. ان. پاتی (به انگلیسی: P. N. Patti) یک منطقهٔ مسکونی در هند است که در بخش سیلم (هند) واقع شده‌است. پی.ان. پاتی ۲۵٬۱۳۳ نفر جمعیت دارد.